# Јован (сликар и ђакон)
Jovan  (XIII век) био је српски сликар, иконописац и ђакон из Македоније.

## Уметничко дело
Јован  је 1267. насликао икону Светог Ђорђа у цркви у Струги. Насликао је 1271. фреске у цкрви Светог Николе у Маријову. Надзирао је радове на осликавању цркава на територији Орхидске архиепископије. Његово сликарство се одликује напуштањем архаичног израза комненске уметности и увођењем нових ликовних елементата, чиме је претходио Михаилу и Евтихију Астрапи. 